# Cassine kamurensis
Cassine kamurensis là một loài thực vật có hoa trong họ Dây gối. Loài này được (Loes.) Govaerts mô tả khoa học đầu tiên năm 1999.